# Калий
Калият (K) е химичен елемент с пореден атомен номер 19 и атомна маса 39. Член е на 1-ва (IA) група, 4-ти период. Той е сребристобял мек метал, който лесно се реже. При обикновени условия е твърд, електро- и топлопроводим. Има кубична обемноцентрична сингония. Реагира бурно с водата и бързо се окислява, поради което се съхранява в петрол. Той гори в кислородна среда с виолетов пламък. Поради силната си реактивност намира приложение като редуктор. Калиевите съединения се използват като торове, а калиевата основа – като електролит. Калият е необходим за човешкия метаболизъм.

## Откриване
Калият е открит през 1807 г. от английския химик сър Хъмфри Дейви чрез електролиза на KOH. Наречен е potassium от названието на пепелната луга от изгоряла дървесина – „поташ“. Калият е първият елемент, открит чрез електролиза. Няколко дни по-късно Дейви открива натрия, показвайки, че двата елемента са различни. Името kalium произлиза от арабското „алкали“ и е въведено от Гилберт през 1809 г.

## Разпространение
Калият е на осмо място по разпространеност в земната кора, с 2,09% по маса. Вулканичните скали, глинестите шисти и утайки са минералите, които съдържат най-много калий. Съдържанието на KCl, заедно с други соли, в Мъртво море е 1,7%. Солните залежи в Статсфург, Германия, са богати на KCl, K2S и карналит (MgCl2•KCl•6H2O). Те са едни от най-важните източници на калий в света и са били толкова важни за получаването на поташ, че Германия държала монопола до Първата световна война. Други големи производители на поташ са Франция, Австрия, Испания, Чили и Индия. Морската вода и растителната пепел също са източници на минерала.
Други известни минерали са силвин (KCl), силвинит (NaCl•KCl), каянит (KCl•MgSO4•6H2O) и ортоклаз (KAlSi3O8).

## Физични свойства
Калият е сребристобял метал с атомно тегло от 39,0983 и плътност 0,89 g/cm3, което го прави по-лек от натрия. Причина за това е по-рохкавата плътна опаковка, дължаща се на незапълнения 3d-подслой. Има кубична обемноцентрична кристална решетка, тип CsCl. Може да се реже с нож. Топи се при 63,38 °C и кипи при 759 °C.
Парите на калия и неговите соли оцветяват пламъка във виолетово.

### Изотопи
В природата калият съществува със своите три стабилни изотопа – 39K, 40K и 41K, получени при термоядреното горене на кислорода и силиция.
40K има период на полуразпад 1,251x109 години, сравним с възрастта на Земята, поради което се смята за стабилен. Той претърпява β--разпад (89,28%) с максимална енергия 1311 keV, преминавайки в стабилния 40Ca, а чрез електронно улавяне (10,72%) преминава в 40Ar. Тези два разпада имат значение за топлинния баланс на Земята.
Изкуствено са получени и изследвани около 20 радиоактивни изотопа с 1 изомер, с период на полуразпад часове, минути, секунди и части от секундата.

## Химични свойства
Ниските му стойности на йонизационна енергия и малката му електроотрицателност го определят като един от химически най-активните метали.
Калият реагира бурно и силно екзотермично с водата до получаването на калиева основа. Буйното протичане на тази реакция е свързано ниската температура на топене на метала, тъй като повърхността на стопилката е по-реакционноспособна от повърхността на твърдата фаза:
{\displaystyle {\ce {2K + 2H2O -> 2KOH + H2}}}
При обикновени условия гори в атмосфера на силни оксилители като F, Cl, а при леко нагряване реагира и с Br, S, P и другите неметали.
Редуцира водорода до калиев хидрид:
{\displaystyle {\ce {2K + H2 -> 2KH}}}
Калият се окислява от кислорода във въздуха – отрязано парченце калий бързо потъмнява. Причината е, че повърхността на метала се покрива със слой от калиев супероксид:
{\displaystyle {\ce {K + O2 -> KO2}}}
С неметалите калият образува соли:
{\displaystyle {\ce {2K + S -> K2S}}}
{\displaystyle {\ce {2K + Cl2 -> 2KCl}}}

## Получаване
Калият се добива чрез редукция на KCl с Na при 370 °C:
{\displaystyle {\ce {Na + KCl <=> K + NaCl}}}
Въпреки че натрият е с по-слаба реактивоспособност от калия, равновесието се изтегля надясно, защото NaCl кристализира и се отделя от системата. Стопеният KCl се подава непрекъснато в дестилационни колони, докато през нея преминават Na пари. След това се получава калиев супероксид (KO2) при горене в сух въздух.

## Приложение
С другите алкални метали образува сплави като тройната сплав 12% Na, 47% K, 41% Cs има най-ниската позната температура на кристализация от всички метални системи: -78 °C. Сплав от Na и K е течна при обикновени условия и се използва в първия охладителен контур на ядрените реактори. Образува амалгами с цинка.

## Биологична роля
В медицината, заедно с натрия регулира водния баланс в организма. При нарушаване на натриево-калиевият баланс, нервните и мускулните функции биват затруднени. Калиев дефицит може да бъде предизвикан и от психологически и физически стрес. Препоръчителна дневна доза е около 4700 mg. Калият спомага за яснотата на мислене, като доставя кислород до мозъка, помага за изхвърлянето на отпадъците от организма. Помага при лечение на алергии. Спомага за правилната функция на бъбреците. При недостиг може да се достигне до хипокалемия или едем.